# Злотник (Любуське воєводство)
Злотник (пол. Złotnik, нім. Reinswalde) — село в Польщі, у гміні Жари Жарського повіту Любуського воєводства.
Населення — 908 осіб (2011).
У 1975-1998 роках село належало до Зеленогурського воєводства.

## Демографія
Демографічна структура станом на 31 березня 2011 року:
|          | Загалом | Допрацездатний вік | Працездатний вік | Постпрацездатний вік |
| -------- | ------- | ------------------ | ---------------- | -------------------- |
| Чоловіки | 473     | 118                | 313              | 42                   |
| Жінки    | 435     | 103                | 259              | 73                   |
| Разом    | 908     | 221                | 572              | 115                  |